# Кон, Юзеф Гейманович
Ю́зеф Ге́йманович Кон (1920—1996) — советский и российский музыковед. Доктор искусствоведения (1987), профессор (1989), заслуженный деятель искусств Карельской АССР (1980).

## Биография
Родился в еврейской семье в Кракове. Рос в галицийском местечке Долина (ныне Львовская область), в доме деда. Отец, Гейман Кон, происходил из Кракова; мать, Регина Гутентаг, — из Вены; оба — выпускники медицинского факультета Венского университета.
В 1938—1939 годах учился на музыковедческом отделении института музыкологии факультета гуманитарных наук Варшавского университета, затем на фортепианном отделении музыкального училища во Львове (1940), в 1948 году окончил историко-теоретический факультет Ташкентской консерватории, до 1963 года преподавал в консерватории. Участник союза композиторов СССР с 1947 года.
В 1963—1969 годах преподавал в Новосибирской консерватории. Кандидат искусствоведения (1964, тема: «Ладовое строение узбекской народной песни и проблема её гармонизации»), заведующий кафедрой теории музыки и композиции.
В 1970—1991 годах преподавал на кафедре теории музыки и композиции филиала Ленинградской консерватории в Петрозаводске (в дальнейшем — Петрозаводской государственной консерватории им. А. К. Глазунова), заведующий кафедрой теории музыки и композиции.
В 1987 году защитил докторскую на тему «О некоторых общих основах языка тональной музыки XX века». Лауреат премии им. Б. В. Асафьева (1990).
Автор книги об узбекской традиционной музыке, ряда статей о музыке XX века, в особенности о её гармонических основах в произведениях Б. Бартока, И. Ф. Стравинского, Я. Ксенакиса. Избранные статьи Кона опубликованы в сборниках «Вопросы анализа современной музыки» (1982) и «Избранные статьи о музыкальном языке» (1994).

## Память
В память о Юзефе Геймановиче проводятся научные конференции «Коновские чтения».

## Сочинения

### Книги
- Некоторые вопросы ладового строения узбекской народной песни и её гармонизации. ― Ташкент: Фан, 1979. ― 99 с.
- Вопросы анализа современной музыки: статьи и исследования. ― Л.: Сов. композитор, 1982. ― 150 с.
- Избранные статьи о музыкальном языке. ― СПб.: Композитор, 1994. ― 160 с.

### Публикации в научных изданиях
Для просмотра списка публикаций нажмите на [показать] справа.
- Камерное творчество композиторов Узбекистана // Музыкальная культура Советского Узбекистана. ― Ташкент: Узгиз, 1955. ― С. 205—214.
- Узбекская народная музыка // Музыкальная культура Советского Узбекистана. ― Ташкент: Узгиз, 1955. ― С. 33-62 (соавт. М. Ашрафи).
- Хамза Хаким Заде и его песни // Хамза Хаким-Заде. Песни. ― Ташкент: ГИХЛ УзССР, 1958. ― С. 13-18.
- Предисловия к III, V, VI, VII томам собрания «Узбекская народная музыка». ― Ташкент: ГИХЛ УзССР, 1959—1960. (соавт. И. Акбаров)
- Ближайшие задачи в области изучения узбекской музыки // Вопросы музыкальной культуры Узбекистана. ― Ташкент: ГИХЛ УзССР, 1961. ― С. 130—142.
- К теории народных ладов // Вопросы музыкальной культуры Узбекистана. ― Ташкент: ГИХЛ УзССР, 1961. ― С. 108—129.
- Продолжим дискуссию. ― Сов. музыка. ― 1962. ― № 1. ― С. 31-34.
- О теории Хиндемита // ― Сов. музыка. ― 1963. ― № 10. ― С. 40-41.
- К вопросу о понятии «музыкальный язык» // От Люлли до наших дней. ― М.: Музыка, 1967. ― С. 93-104.
- В содружестве // Сов. музыка. ― 1968. ― № 5. ― С. 120—124 (Рецензия на книгу «Польско-русская музыкальная смесь»).
- О тональном родстве и некоторых особенностях ладотональных систем музыки XX века // Сборник статей по музыкознанию: научно-методические записки. — Новосибирск: Зап.-Сибирское книж. изд-во , 1969. — Вып. 3. ― С. 24-54.
- Тонкость наблюдений, глубина выводов // Сов. музыка. ― 1969. ― № 4. ― С. 66-68 (о Х. Кушнареве).
- Заметки о ритме в «Великой священной пляске» из «Весны священной» Стравинского // Теоретические проблемы музыкальных форм и жанров. ― М.: Музыка, 1971. ― С. 222—248.
- Об одном свойстве вертикали в атональной музыке // Музыка и современность: сб. статей. ― М.: Музыка, 1971. ― Вып. 7. ― С. 294—318.
- Об искусственных ладах // Проблемы лада: сб. статей. ― М.: Музыка, 1972. ― С. 99-112.
- О двух типах подхода к отражению в гармонии натурально-мелодических ладов // Музыка и жизнь: сб. статей. ― Л.-М.: Сов. композитор, 1973. ― Вып. 2. ― С. 129—162.
- О двух фугах И. Стравинского // Полифония: сб. статей. ― М.: Музыка, 1975. ― С. 173—197.
- К вопросу о вариантности ладов // Современные вопросы музыкознания: сб. статей. ― М.: Музыка, 1976. ― С. 238—262.
- О теоретической концепции Янниса Ксенакиса // Кризис буржуазной культуры и музыка: сб. статей.— М.: Музыка, 1976. — Вып. 3. ― С. 106—134.
- Наблюдения над гармонией в фортепианной Сонате Б. Бартока // Бела Барток: сб. статей. ― М.: Музыка, 1977. ― С. 99-122.
- Несколько теоретических параллелей (о Б. Л. Яворском) // Сов. музыка. ― 1978. ― № 5. ― С. 90-92.
- К вопросу о ладовом строении карельских народных песен // Научно-методическая конференция, посвященная 60-летию Советской Карелии: тезисы докладов (15-16 сентября 1980). ― Петрозаводск, 1980. ― С. 19-20.
- Некоторые черты гармонии Успенского // В. А. Успенский. Статьи, воспоминания, письма. ― Ташкент: Изд. лит. и искусства, 1980. ― С. 132—158.
- К характеристике «Трех стихотворений Малларме» М. Равеля // История и современность: сб. ст. ― Л.: Сов. Композитор, 1981. ― С. 170—185.
- Теории Маклюэна и проблемы современной музыкальной культуры // Искусство и эстетическое воспитание молодежи: тезисы докладов межвузов. науч. конф. — Петрозаводск, 1981. — С. 30-32.
- Опыт развития многонациональной культуры в СССР и проблема взаимного обогащения культур // Проблемы музыкального искусства и национальной культуры Карелии: тезисы докладов науч.-прак. конф (20-21 декабря 1982 г.). — Петрозаводск, 1982. ― С. 6-7.
- Композитор, опера, эпоха // Сов. музыка. ― 1983. ― № 1. ― С. 109—113. (Рецензия на книгу В. Конен «Пёрселл и опера»; соавт. А. Климовицкий)
- Пьер Булез как теоретик: взгляды композитора в 1950-60 гг. // Кризис буржуазной культуры и музыка. ― М.: Музыка, 1983. ― Вып. 4. ― С. 162—196.
- Яркие перспективы // Сов. музыка. — 1983. — №.7. — С. 33-34. (О пленуме Верхневолжской организации СК РСФСР в Горьком).
- Арнольд Шёнберг // Музыка XX века: Очерки: в 2-х ч. Ч.2: 1917—1945. Кн.4. — М.: Музыка, 1984. ― С. 401—425.
- Асафьев и Тынянов // Сов. музыка. ― 1984. ― № 9. ― С. 48-66.
- О некоторых проблемах теоретического музыкознания в ПНР и ЧССР // Вопросы методологии искусствознания. ― М., 1984.
- К вопросу о теоретической реконструкции творческого процесса по косвенным данным: на примере творчества И. Стравинского // Художественная деятельность: эстетические психологические и методические проблемы: тезисы докладов межвузовской научно-метод. конференции. ― Петрозаводск: ПФ ЛОЛГК, 1985. ― С. 46-48.
- О некоторых стилистических параллелях в русской культуре начала XX века: Стравинский и Хлебников // Актуальные вопросы искусствознания: Современное композиторское творчество. Фольклор Карелии. Художественное наследие: материалы конференции. ― Петрозаводск, 1986. ― С. 57-63.
- Об отражении «Калевалы» в эпическом программном симфонизме Яна Сибелиуса // «Калевала» — памятник мировой культуры: материалы научной конференции, посвященной 150-летию первого издания карело-финского эпоса. 30-31 января 1985 г. — Петрозаводск: Карелия, 1986. — С. 180—185.
- Эпический программный симфонизм Сибелиуса и «Калевала» // «Калевала» в музыке: к 150-летию первого издания карело-финского народного эпоса. — Петрозаводск: Карелия, 1986. — С. 74-87.
- Асафьев и проблема взаимоотношения музыки и языка // Проблемы современного музыкознания в свете идей Б. В. Асафьева. ― Л.: изд-во ЛОЛГК, 1987. ― С. 6-20.
- К вопросу об основах языка тональной музыки XX века // Музыковедческие чтения. К 50-летию Союза композиторов Карелии: сб. статей. ― Петрозаводск, 1987. ― С. 9-13.
- Учение о гармонии в СССР за 70 лет // Актуальные вопросы советского музыкознания и музыкальной педагогики: тезисы докладов. — Петрозаводск, 1987. — С. 3-6.
- О новаторских исканиях советской музыки: гармонические идеи Н. Рославца // Актуальные вопросы советского музыкознания и музыкальной педагогики. — Петрозаводск, 1987. — С. 30-33. (совместно с А. И. Гладышевой)
- Ценный вклад в теорию // Сов. музыка. — 1988. — № 7. — С. 98-102. (Рецензия на книгу Н. С. Гуляницкой «Введение в современную гармонию»).
- Из наблюдений над музыкальным языком симфоний Сибелиуса // Русская и финская музыкальные культуры: проблемы национальной традиции и межкультурных взаимодействий. ― Петрозаводск, 1989. ― Вып. 1. ― С. 49-60.
- Миф и музыка. К вопросу об одном направлении в современном музыкознании. ― XI конференция по изучению истории, экономики, литературы и языка скандинавских стран и Финляндии: тезисы докладов. ― М., 1989. ― Ч. 2. ― С. 269—270.
- Мусоргский-транскриптор и транскрипции произведений Мусоргского // Мусоргский: личность, творчество, судьба: тезисы докладов науч. конф., посвященной 150-летию со дня рождения композитора. ― Великие Луки, 1989. ― С. 76-77.
- «Дуэли» Н. Сидельникова в аспекте ритмической организации // Поэтика музыкальной композиции: сб. трудов. ― М.: МГМПИ, 1990. ― Вып. 113. ― С. 16-31 (соавт. О. Бочкарева).
- К проблеме терминологии в музыкознании // Методическое пособие по курсу «Введение в музыкознание». — Петрозаводск: ПФ ЛОЛГК, 1990. ― С. 7-11.
- Об одной проблеме современного музыкознания и книге Э. Тарасти «Миф и музыка» // Финская культура первой половины XX века.: матер. конференции. Петрозаводск, 1-3 декабря 1989 г. — Петрозаводск, 1990. — С. 64-73.
- А. Шёнберг и «критика языка» // Музыка. Язык. Традиция. — Л.: ЛГИТМиК, 1990. — С. 152—164. (Проблемы музыкознания. Вып. 5)
- Метабола и её роль в вокальных сочинениях Стравинского // Муз. академия. ― 1992. ― № 4. ― С. 126—130.
- «Пять эскизов» op. 114 Сибелиуса как отражение эволюции музыкального языка в начале XX века // Финский сборник: пособие по курсу «Введение в музыкознание». ― Петрозаводск, 1992. ― Вып. 2. — С. 3-7.
- Вторая симфония Карла Нильсена на фоне времени её создания // XII конференция по изучению истории, экономики, литературы и языка скандинавских стран и Финляндии: тезисы докладов. ― М., 1993. ― Ч. 2. ― С. 163—166.
- Заметки о форме «Фуги для 13 инструментов» В. Лютославского: реинтерпретация жанра // Donatio Musicologica: сб. статей. ― Петрозаводск: ПГК, 1994. ― С. 7-28.
- К вопросу об орнаментальности и о флуктуации формы в одночастных инструментальных сочинениях Шимановского // Музыка в ряду искусств: методич. пособие по курсу «Введение в музыкознание». ― Петрозаводск, 1994. ― Вып.3.― С. 52-73 (соавт. О. А. Бочкарева).
- Малые произведения («Kleine Schriften») К. А. Хартмана. Портрет личности и документ времени // Музыкальная культура в Федеративной Республике Германии. ― Gustav Bosse Verlag Kassel, 1994. ― С. 283—289.
- Композиторская техника как знак («… Сквозь зеркало…» Метаморфоз для 12 струнных и клавесина Й. Кокконена) // Музыка Финляндии: проблемы, параллели, перспективы: сб. статей. ― Петрозаводск: ПГК, 1994. ― С. 3-14.
- Некоторые вопросы соотношения истории музыки с её теорией // Музыка в ряду искусств. Методическое пособие по курсу «Введение в музыкознание». ― Петрозаводск: ПГК, 1994. ― Вып. 3. ― С. 3-12.
- К. Нильсен и Д. Шостакович (к вопросу о путях становления музыкального языка в XX веке) // Русская культура и мир: тезисы докладов участников II международной научной конференции. ― Нижний Новгород: НГЛУ им. Н. А. Добролюбова, 1994. ― Часть 2. ― С. 187—188.
- О «банальности» тематизма Малера // Муз. академия. ― 1994. ― № 1. ― С. 157—160.
- О проблеме логики в музыке // Муз. академия. — 1994. — № 4. — с. 71-75.
- А. Шёнберг и «критика языка» // Музыкальная академия. ― 1994. ― № 1. ― С. 113—117.
- Скрябин и Берг: совпадение или влияние? // Нижегородский скрябинский альманах № 1: сборник. — Нижний Новгород: «Нижегородская ярмарка», 1995. — С. 207—227.
- О финале Шестой симфонии Глазунова (к теории эпического симфонизма) // Глазунов, Нильсен, Сибелиус — жизнь и творчество (к 130-летию со дня рождения): мат-лы межвуз. науч.конференции 4-6 декабря 1996 года. — Петрозаводск, 1996. — С. 3-4.
- «Священное песнопение» Стравинского и риторика формы. ― Петрозаводск, 1996. ― 16 с.
- Несколько слов об ученице А. Г. Рубинштейна Зофии Познанской-Рабцевич // Антон Рубинштейн: сб.статей. ― Петрозаводск: ПГК, 1997. ― С. 69-71.
- Об открытости формы (доклад) // Музыка: анализ и эстетика: сб. статей к 90-летию Л. А. Мазеля. — СПб.: СПбГК, 1997. — С. 119—126.
- 32 вариации Бетховена в анализах Б. Яворского, Г. Эйслера, Л. Мазеля // Наследие Б. Л. Яворского: к 120-летию со дня рождения: сб. статей. — М., 1997. — С. 66-78.
- Эрнест Пенгу — русско-финский композитор // О музыке композиторов Финляндии и скандинавских стран: сб. науч. статей. — Петрозаводск; СПб., 1998. — С. 38-43.
- Яннис Ксенакис // XX век. Зарубежная музыка: очерки, документы. — М.: ГИИ, 2000. — Вып. 3. — С. 171—199.
- О финале Шестой симфонии Глазунова // Глазуновский сборник. ― Петрозаводск, 2002. ― С. 5-13.
- Несколько замечаний о проблеме музыкальных универсалий (доклад) // А. Н. Должанский (1908—1966): сб. ст. к 100-летию со дня рождения / предисл. и комментарии к статьям К. И. Южак. ― СПб., 2008. ― С. 86-96.
- «Алеа» и деконструкция // Композиторская техника как знак: Сборник статей к 90-летию со дня рождения Юзефа Геймановича Кона. Петрозаводск, 2010. С. 7-19.
- Asaf’ev and Tynianov: On some analogies between musicology and the study of literature // Musical Signification: Essays in the Semiotic Theory and Analysis of Music. ― Berlin; New York, 1995. ― P. 141—153.
- Karl Amadeus Hartmanns "Kleine Schriften"als Persönlichkeitsporträt und Zeitdokument // Musikkultur in der Bundesrepublik Deutschland, Simposion Leningrad 1990. ― Gustav Bosse Verlag Kassel, 1994. ― S. 289—296.
- Poetik der Formel und der Reminiszenz in epischer Symphonik // Sibelius Forum: Proceedings from the Second International Jean Sibelius Conference. Helsinki, 25-29 November 1995. ― Helsinki: Sibelius Academy, 1998.― P. 82-86.
- Sibelius’s Five Sketches as a Reflectionof 20th Century Musical-Language Evolution // Proceedings from the First International Jean Sibelius Conference. ― Helsinki, 1990. ― P. 102—105.
- Stravinsky’s «Canticum Sacrum» and the Rhetoric of Musical Form // Elementa. ― 2000. ― Vol. 4. ― P. 237—240.
- Zur Erforschung der Musikalischen Sprache in der Sovjetischen Musikwissenschaft der 80er Jahre // Beiträge zur Musikwissenschaft, 29 Jg, 1987. ― Heft 4. ― S. 49-60.